# Дембувець (Конінський повіт)
Дембувець (пол. Dębówiec) — село в Польщі, у гміні Вільчин Конінського повіту Великопольського воєводства.
Населення — 301 особа (2011).
У 1975—1998 роках село належало до Конінського воєводства.

## Демографія
Демографічна структура станом на 31 березня 2011 року:
|          | Загалом | Допрацездатний вік | Працездатний вік | Постпрацездатний вік |
| -------- | ------- | ------------------ | ---------------- | -------------------- |
| Чоловіки | 143     | 34                 | 95               | 14                   |
| Жінки    | 158     | 35                 | 88               | 35                   |
| Разом    | 301     | 69                 | 183              | 49                   |